# St. Ignace Island
St. Ignace Island är en ö i Kanada.   Den ligger i provinsen Ontario, i den sydöstra delen av landet, 1 000 km väster om huvudstaden Ottawa.
I omgivningarna runt St. Ignace Island växer i huvudsak blandskog.